# Стерче
Сте́рче — село в Україні, у Глибоцькій селищній громаді Чернівецького району Чернівецької області.

## Історія
За переписом 1900 року в селі «Стирче або Берлинці» Серетського повіту було 139 будинків, проживали 648 мешканців: 596 українців, 15 євреїв, 5 німців, 32 поляки.

## Населення
Згідно з переписом УРСР 1989 року чисельність наявного населення села становила 1156 осіб, з яких 551 чоловік та 605 жінок.
За переписом населення України 2001 року в селі мешкало 1228 осіб.

### Мова
Розподіл населення за рідною мовою за даними перепису 2001 року:
| Мова       | Відсоток |
| ---------- | -------- |
| українська | 99,27 %  |
| російська  | 0,41 %   |
| румунська  | 0,24 %   |
| болгарська | 0,08 %   |

## Відомі люди
В селі народилися:
- Шандро Мирослава Іванівна — український фольклорист і етнограф.
- Шова Семен Костянтинович — Герой Соціалістичної Праці.